# Lijst van koningen van Armenië
Dit is een (onvolledige) lijst van koningen van Armenië. In de lijst zijn ook vorsten van Armenië opgenomen, die het centraal gezag in Armenië hebben gevoerd.

## Niet-dynastieke heersers (2-61)
- Ariobarzanes II van Atropatene (2-4)
- Artavasdes IV (4-6)
- Tigranes V (6-12)
- Vonones I (12-18)
- Artaxias III (18-35)
- Arsaces (35)
- Mithridates (35-37)
- Orodes van Armenië (37-42)
- Mithridates (42-51) (tweede maal)
- Rhadamistus (51-55)

## Koningen van Armenië (huis Arsjakoeni)
- Tiridates I (54 - 58, 62 - 88)
- Tigranes VI (59- 62)
- Sanatruk (ca. 88 - 110)
- Exedares (110 - 113)
- Parthamasiris (113 - 114)
- Parthamaspates (116 - 117)
- Vologases I (~120 - 140)
- Sohaemus (ca. 140/144 - 161)
- Pacorus (Bakur) (161 - 163)
- Sohaemus (163-180) (tweede periode)
- Vologases II  (180-191)
- Khosro I (191 - 217)
- Tiridates II (217 - ~252)
- Artavazd VI (~252 - ?)
- Khosro II (279 - 287) (Westelijk deel van Armenië)
- Tiridates III van Armenië (287 - 298) (Westelijk deel van Armenië)
- Tiridates IV de Grote (298 - 330)
- Khosro III (330 - 339)
- Tigranes VII (339 - ca. 350)
- Arsjak II (ca. 350 – 368)
- Pap (370 – 374)
- Varazdat (374 – 378)
- Zarmandukht (378 – 384) regentes voor haar twee zonen
  - Arsjak III (384 – 387)
  - Vagarsjak (384 - 386)
- Khosro IV (387 – 392, 414 - 415)
- Vramsjapuh (392 – 414)
- Sjapoer IV (415 – 420) werd in 420 sjah van de Sassaniden
- Artaxias IV (422 – 428)

## Perzische overheersing
Gouverneurs (marzpans) van Armenië
- Vehmihr Sjapuh (428 – 442)
- Vasak van Syunik (442 – 451)
- Arter-Vormizd (451 – 465)
- Arter-Gusjnasp (465 – 481)
- Sahak Bagratoeni (481 – 482)
- Sjapuh Raja (483 – 484)
- Antegan (484 – 485)
- Vahan Mamikonian (485 – 505)
- Vard Mamikonian (505 – 514)
- Purzan (514 – 518)
- Mezjezj Gnuni (518 – 548)
- Gusjnasp-Vahram (548 – 555)
- Tan-Sjapuh (555 – 558)
- Varzadat (558 – 564)
- Suren (564 – 572)
- Mihran Mihrvandak (572 – 574)
- Philipos van Sjunik (574 – 576)
- Tahm-Chosrov (577 – 580)
- Varaz-Buzurg (580 – 581)
- Pahlav (581 – 588)
- Phraat (588 – 591)
- Moesjeg Mamikonian (591 – 593)
- Sembad Bagratoeni (593 – 613)
- Parsaenpat (613 – 616)
- Namder-Gushnasp (616 – 619)
- Sjarablahan (619 – 624)
- Rozbehan (624 – 628)
- Varaz-Tirots Bagratoeni (628 – 635)

## Vorsten van Armenië
- Mezjezj Gnuni (629 - 635)
- David Saharuni (635 - 639)
- Theodros Resjtuni (639 - 654)
- Hamazasp Mamikonian (654 - 661)
- Grigor Mamikonian (661 - 685)
- Asjot I Bagratuni (685 - 689)
- Nerseh Kamsarakan (689 - 693)
  - Sembad Bagratuni (693 - 726), stratelaat van Armenië
- Asjot II Bagratuni (732 - 748)
- Mushegh Mamikonian (748 - 753)
- Sahak Bagratuni (753 - 770)
  - Sembad Bagratuni (tot 775), stratelaat van Armenië
- Asjot III Bagratuni (775 - 781)
- Tadjat Andzevatsi (781 - 785)
- Asjot de Vleeseter (ca.790 - 826)
- Bagarat Bagratuni (826 - 851), sjahinsjah
- Sembad de Belijder (tot 855)
- Asjot V Bagratuni (855 - 887), sinds 887 koning van Armenië

## Koningen van Armenië (Huis Bagratoeni)
- Asjot I Bagratuni (887 - 891)
- Sembad I Bagratuni (892 - 914)
- Asjot III de IJzere (914 - 928)
- Abbas I (928 - 953)
- Asjot III de Barmhartige (953 - 977)
- Sembad II de Oorlogvoerder (977 - 990)
- Gagik I (990 - 1020)
- Asjot IV (1020 - 1041)
  - Hovhanes-Sempad (1020 - 1041)
- Gagik II (1042 - 1045)

## Vorsten vanCilicisch Armenië
- Ruben I van Armenië (1080 - 1095)
- Constantijn I van Armenië (1095 - 1102)
- Thoros I van Armenië (1102 - 1129)
- Constantijn II van Armenië (1129)
- Leo I van Armenië (1129 - 1140)
- Thoros II van Armenië (1140 - 1169)
- Ruben II van Armenië (1169 - 1170)
- Mleh van Armenië (1170 - 1175)
- Ruben III van Armenië (1175 - 1187)
- Leo II van Armenië (1187 - 1198)

## Koningen vanCilicisch Armenië
- Leo II van Armenië (1198 - 1219)
- Isabella van Armenië (1219 - 1252)
- Hethum I van Armenië (1226 - 1270) (man van Isabella)
- Leo III van Armenië (1270 - 1289)
  - Keran van Armenië (1270 - 1285) (vrouw van Leo III)
- Hethum II van Armenië (1289 - 1293)
- Thoros III van Armenië (1293 - 1298)
  - Hethum II (1294 - 1297)
- Sempad van Armenië (1298 - 1299)
- Constantijn III van Armenië (1299)
  - Hethum II (1299-1307)
- Leo IV van Armenië (1301 - 1307)
- Oshin van Armenië (1307 - 1320)
  - Oshin van Korikos regent van Armenië,
- Leo V van Armenië (1320 - 1341)
- Constantijn IV van Armenië de Lusignan (1342 − 1344).
- Constantijn V van Armenië de Lusignan (1344 − 1362)
- Constantijn VI van Armenië de Lusignan (1362 − 1373).
  - Peter I van Cyprus (1361-69)
- Leo VI van Armenië, de Lusignan (1363 − 65)(1374- 1375), († 1393).